# Rellotge bifilar

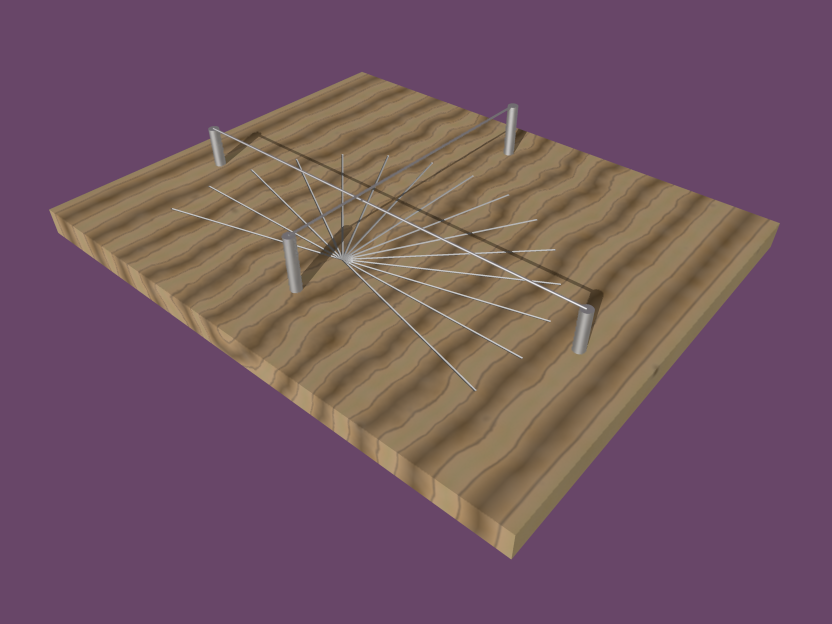
Una disposició d'elements en un rellotge bifilar

El  'rellotge bifilar  és un rellotge de sol horitzontal que es caracteritza per mesurar el temps amb la intersecció de l'ombra de dos catenàrias creuades i suportades a diferent cota. El rellotge va ser inventat i dissenyat per l'historiador i matemàtic alemany Hugo Michnik el 1922. La novetat de l'invent és que no necessita un gnòmon per indicar l'hora. El primer disseny que realitza Michnik en el seu històric article empra dos barres (o fils tibants) creuades ortogonalment 1 (segons les direciones Nord-Sud i Est-Oest) i empra mètodes de geometria analítica per obtenir les equacions de la cruïlla d'ombres i l'escala horària que es representa a terra. Posteriorment es van anar introduint variacions. Una de les característiques més notables de l'invent de Michnik és que l'escala horària es converteix en la d'un rellotge equatorial quan les cotes dels fils respecte al pla horitzontal del rellotge guarden una certa proporció amb el si de la latitud del lloc.

## Desenvolupament
Posterior al desenvolupament d'H Michnik es van anar realitzant nombrosos estudis de rellotges bifilares, canviant la disposició dels fils rectes, canviant la inclinació del quadrant, canviant fins i tot la forma i naturalesa geomètrica dels fils. Laa introducció dels ordinadors en el càlcul de les ombres va fer que molts gnomonicistas a la fi del segle XX intentaran buscar noves propietats geomètriques d'aquests rellotges.

### Quadrant bifilar horitzontal
Aquest va ser el primer desenvolupament realitzat per Hugo Michnik el 1922, el rellotge es compon de dos fils tirants rectes. Un primer fil es troba elevat a una cota constant {\displaystyle g_{1}\,} del pla horitzontal {\displaystyle \pi \,} del quadrant solar, i s'orienta en la direcció Nord-Sud paral·lela al meridià del lloc. Un segon fil es SIUA a una cota constant {\displaystyle g_{2}\,} del pla horitzontal {\displaystyle \pi \,} del quadrant solar i està orientat perpendicularment a l'anterior, és a dir seguint la direcció Est- Oest. El problema a resoldre és trobar una línia recta que representa el raig solar i que passa simultàniament per la intersecció dels fils.
Aquest raig solar s'expressa en coordenades horitzontals i la seva disposició al llarg del dia s'expressa en funció del angle horari {\displaystyle t_{\odot }} i la declinació solar {\displaystyle \delta }. És evident que la intersecció d'aquest raig amb el pla del quadrant del rellotge proporciona un punt  I  de coordenades {\displaystyle (x_{i},y_{I})}:
D'aquestes dues fórmules es pot aclarir els termes que contenen la {\displaystyle \tan \delta } i es resumeixen en una sola equació escrita com: 

Aquesta relació, a causa de la proporcionalitat lineal entre les coordenades {\displaystyle x_{i}} i {\displaystyle y_{I}} mostra que les corbes horàries d'aquest rellotge són línies rectes que passen pel punt {\displaystyle C\,} de coordenades: 